# Klövskog
Klövskog (finska: Klaukkala) är en tidigare tätort i Nurmijärvi, Esbo och Vichtis kommuner i Nyland. Numera ingår den i Helsingfors centraltätort. Klövskog är den största av byarna i Nurmijärvi och anses ofta felaktigt som en separat stad. Klövskog har en befolkning på cirka 18 000 och är det snabbast växande området i kommunen. Avståndet till Helsingfors är ungefär 30 kilometer.
Det finns en svenskspråkig skola som heter Vendlaskolan i Klövskog.

## Historik
De tidigaste omnämnandena av byn Klövskog går tillbaka till 1500-talet. Byn var en del av Helsinge socken (finska: Helsingin pitäjä). De tidigaste invånarna var främst tavasterna. På 1540-talet fanns det så många som elva hus i Klövskog, som tillsammans erlade fem fullskatter: Viiri, Tilkka, Gunnari, Olli, Huitti, Seppälä och Klaukka, som var det äldsta huset i byn. 1592 skapades en del av Klaukkas gård genom att dela Mylläri-gården. År 1600 fanns det således tio gårdar i Klövskog och en ödegård (ett av husen i Viiri). Klövskog nämns på 1500-talet som den mest välmående byn i socknen.
På 1500-talet och början på 1600-talet var folkmängden i Klövskog ganska konstant, men började sedan minska på grund av krig. Den stora hungersnöden på 1690-talet minskade befolkningen med omkring 20 procent. Befolkningen återhämtade sig därefter, men den stora ofreden fick befolkningen att minska igen. I mitten av 1700-talet hade dock befolkningen vuxit avsevärt. Antalet hus i byn följde förändringarna i befolkningen fram till slutet av 1600-talet, varefter antalet ödegårdar förblev samma. Anledningen var att den snabba befolkningstillväxten främst utgjordes av obesuttna, medan de gamla gårdarna förblev desamma och mer resurser behövdes för att upprätthålla dem. Under den senare delen av 1700-talet skapade den jordlösa befolkningen ett behov av kolonisering och etablering av nya bondgårdar.
I slutet av 1800-talet inträffade ett massmord i Simolas torp, som är en del av Klövskogs Ali-Seppälä. Mordet ägde rum 10 maj 1899, då Karl Emil Malmelin dödade sju personer med yxa. Händelsen blev så uppmärksammad att den resulterade i  flera skillingtryck och att Nurmijärvi församling under en tid fick öknamnet Murhajärvi (finska "mordsjö").
Klövskogs befolkning ökade igen på 1960-talet, när den överträffade Nurmijärvi kyrkoby. På 1970-talet växte Klövskog också om Rajamäki, som fram till dess var den största av Nurmijärvi byar.

## Befolkningsutveckling
| Befolkningsutvecklingen i Klövskog 2010–2015 | Befolkningsutvecklingen i Klövskog 2010–2015 | Befolkningsutvecklingen i Klövskog 2010–2015 | Befolkningsutvecklingen i Klövskog 2010–2015 | Befolkningsutvecklingen i Klövskog 2010–2015 |
| -------------------------------------------- | -------------------------------------------- | -------------------------------------------- | -------------------------------------------- | -------------------------------------------- |
|                                              |                                              |                                              |                                              |                                              |
| År                                           |                                              |                                              | Folkmängd                                    |                                              |
| 2010                                         | 2010                                         |                                              | 15 895                                       |                                              |
| 2011                                         | 2011                                         |                                              | 16 119                                       |                                              |
| 2012                                         | 2012                                         |                                              | 16 252                                       |                                              |
| 2013                                         | 2013                                         |                                              | 16 552                                       |                                              |
| 2014                                         | 2014                                         |                                              | 16 814                                       |                                              |
| 2015                                         | 2015                                         |                                              | 16 988                                       |                                              |

## Indelning, områden och platser

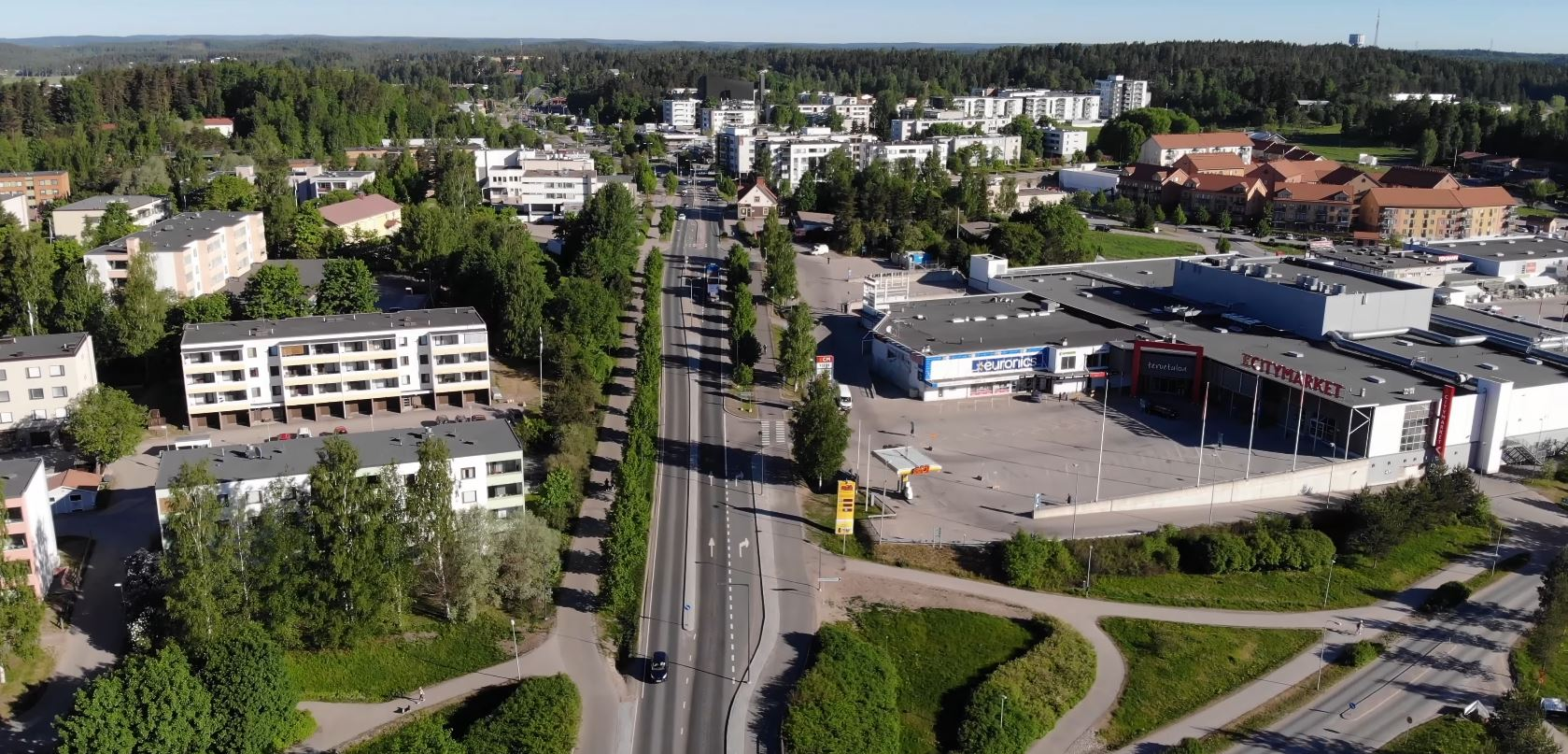
Klövskog, 2019.

### Platser
- Haikala
- Harjula
- Järvihaka
- Klövskog centrum (finska: Klaukkalan keskusta)
- Lintumetsä
- Metsäkylä
- Mäntysalo
- Pietarinmäki
- Pikimetsä
- Ropakko
- Syrjälä
- Talvisto
- Toivola
- Viirinlaakso

## Kommunikationer

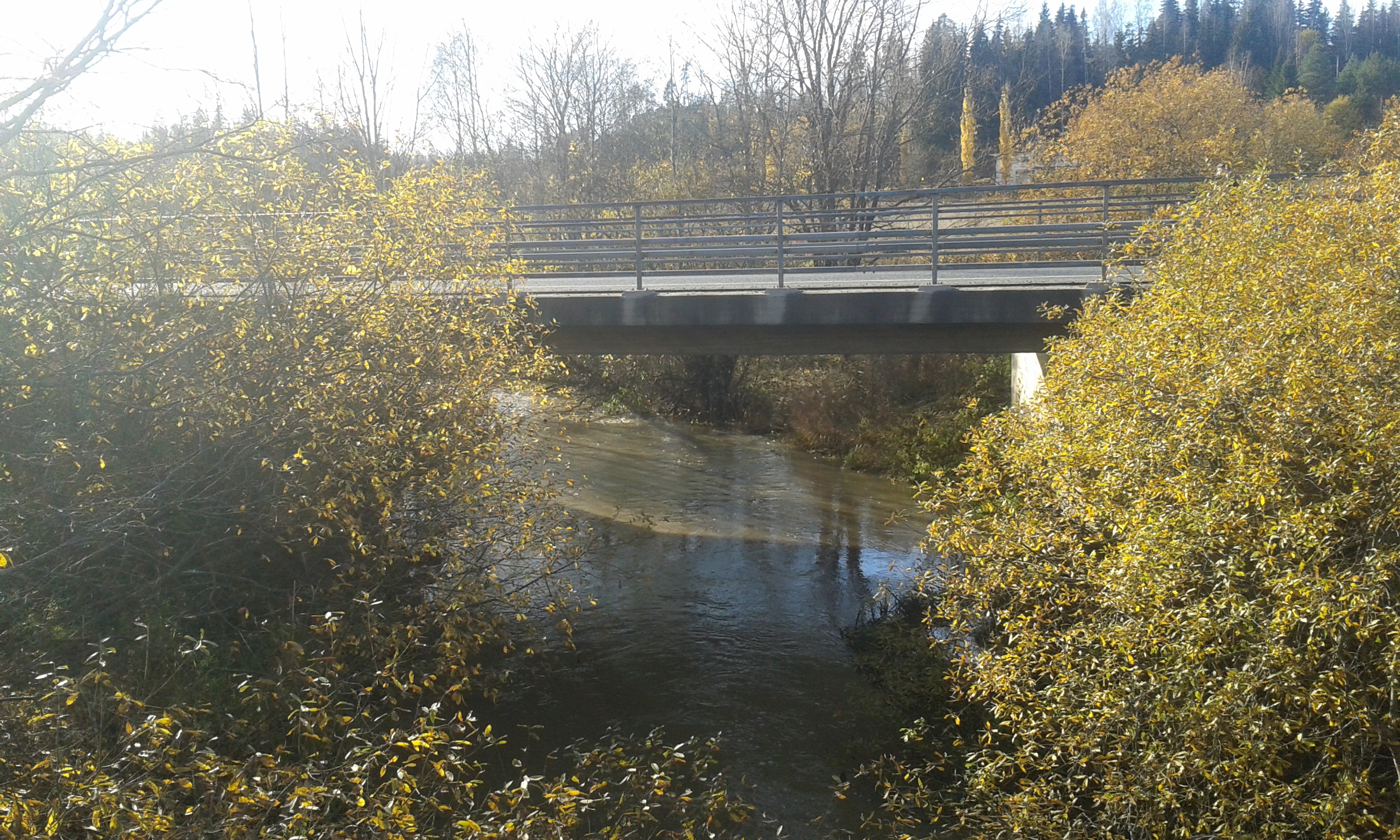
Luhtajoki å nära Vanda gränsen. Klövskogsvägen korsar floden.

### Vägar
132 Klövskogsvägen

### Kollektivtrafik

#### Tåg
Eventuellt planeras en järnvägstrafikförbindelse till Helsingfors, antagligen som en fortsättning av Vandaforsbanan i många år. Tågspårplanen har emellertid sannolikt avvisats, men det har föreslagits att hantera trafik med buss eller spårvagn.

#### Buss
- Korsisaari busslinjer, till exempel från 445 till 457 längs Tavastehusleden.

## Sevärdheter
- Klövskogs kyrka är en kyrka från 2004.[10]
- Saint Nektarios kyrka är en ortodox träkyrka från 1995.
- Ali-Ollin Alpakkatila är en gård där alpackor föds upp.[11]

## Kända personer från Klövskog
- Riikka Honkanen, alpin skidåkare[12]
- Linde Lindström, gitarrist i HIM[13]
- Aimo Mustonen, kompositör
- Aki Sirkesalo, sångare[14]
- Timo Tolkki, gitarrist i Stratovarius[15][16]

Finlands före detta statsminister Matti Vanhanen bor för närvarande i Lepsämä, en grannby intill Klövskog. Innan dess bodde han i Lintumetsä i utkanten av byn, som tillhör Klövskog.